# Tha Dogg: Best of the Works
| Críticas profissionais | Críticas profissionais |
| Avaliações da crítica  | Avaliações da crítica  |
| Fonte                  | Avaliação              |
| ---------------------- | ---------------------- |
| Allmusic               | [ 1 ]                  |

"Tha Dogg: Best of the Works" é um álbum de grandes êxitos do rapper estadunidense Snoop Dogg, lançado pela Death Row Records em  9 de Dezembro de 2003. De acordo com o código de exportação "AA3000" para o Brasil, o álbum vendeu 3000 copias no país. Não a outros dados de vendas conhecidos. 

## Faixas
| N.º            | Título                                         | Duração |  |
| 1.             | "Doggfather Introduction"                      | 0:47    |  |
| 2.             | "Who Am I (What's My Name?)"                   | 4:07    |  |
| 3.             | "May I"                                        | 3:54    |  |
| 4.             | "Tha Shiznit"                                  | 4:40    |  |
| 5.             | "Gangsta Walk"                                 | 5:20    |  |
| 6.             | "Snoop's Upside Ya Head"                       | 4:28    |  |
| 7.             | "Ain't No Fun (If the Homies Can't Have None)" | 4:06    |  |
| 8.             | "Murder Was the Case"                          | 3:39    |  |
| 9.             | "Up Jump tha Boogie"                           | 4:41    |  |
| 10.            | "Lodi Dodi"                                    | 5:02    |  |
| 11.            | "2 of Amerikaz Most Wanted"                    | 4:06    |  |
| 12.            | "Gin and Juice"                                | 3:32    |  |
| 13.            | "Nuthin' But a 'G' Thang"                      | 3:58    |  |
| 14.            | "Gz and Hustlas"                               | 4:33    |  |
| 15.            | "Snoop Bounce"                                 | 4:03    |  |
| Duração total: | Duração total:                                 | 1:00:52 |  |